# Mickey Lee Soule
Mickey Lee Soule (né le 6 juin 1946 à Cortland, New York) est un musicien américain, connu pour avoir été le claviériste du groupe de hard rock new-yorkais Elf et l'un des membres fondateurs de Rainbow.

## Biographie
Soule joue dans un groupe au milieu des années 1960 jusqu'à ce qu'il soit appelé dans l'armée. Après sa démobilisation, il rejoint le groupe The Elves en remplacement du claviériste original du groupe, Doug Thaler, gravement blessé dans un accident de voiture qui a tué le guitariste du groupe, Nick Pantas. Dans les premières années des années 1970, The Elves (connu à partir de 1972 simplement sous le nom d'Elf) connait un succès mineur en tant que première partie régulière pour Deep Purple.
Ce lien avec Deep Purple donne à Soule (et au chanteur Ronnie James Dio) l'occasion de participer à l'album concept de Roger Glover en 1974, The Butterfly Ball and the Grasshopper's Feast. En plus de co-écrire deux chansons, Soule chante seul sur No Solution. Soule et Glover travailleront ensemble sporadiquement dans les années suivantes.
Au début de 1975, Soule et le reste d'Elf (moins le guitariste Steve Edwards) rejoignent le groupe Rainbow, avec le guitariste de Deep Purple Ritchie Blackmore. Dans le même temps, le troisième et dernier album d'Elf, Trying to Burn the Sun, est enregistré alors que les anciens membres d'Elf n'ont pas encore commencé à enregistrer le premier album de Rainbow. Elf se dissout effectivement au moment de la sortie de ce dernier alors que les membres espèrent continuer avec Blackmore. Cependant, à la suite de l'enregistrement du premier album de Rainbow, Blackmore licencie progressivement toute la formation à l'exception de Dio avant même que le groupe ne commence sa tournée.
En 1976, Soule fait une tournée en France au sein du Ian Gillan Band.
Soule continue ensuite de jouer localement à New York. 
En 1996, Mickey Lee Soule commence à travailler comme technicien de claviers pour Jon Lord de Deep Purple, puis il devient technicien de basse pour Roger Glover jusqu'à ce qu'il se retire de la tournée en 2014. Il recommence à travailler pour Roger Glover et Deep Purple en 2016.

## Discographie

### Elf
- 1972 - Elf
- 1974 - Carolina County Ball
- 1975 - Trying to Burn the Sun

### Ritchie Blackmore's Rainbow
- 1975 - Ritchie Blackmore's Rainbow

### Ian Gillan Band
- 2003 - Rarities 1975-1977

### Participations
- 1974 - Roger Glover - The Butterfly Ball and The Grasshopper's Feast
- 1978 - Roger Glover - Elements
- 1982 - Eddie Hardin - Circumstantial Evidence
- 1990 - A'LA Rock - Indulge
- 2000 - Deep Purple - In concert with the London Symphony Orchestra
- 2002 - Roger Glover - Snapshot
- 2006 - Ian Gillan - Gillan's Inn
- 2011 - Roger Glover - If Life Was Easy